# 方拉克
方拉克（法語：Fanlac，法語發音：[fɑ̃lak]）是法国多尔多涅省的一个市镇，位于该省东部，属于萨拉拉卡内达区。

## 地理
方拉克（45°3'57"N, 1°5'45"E）面积14.37 平方千米，位于法国新阿基坦大区多爾多涅省，该省份为法国西南部内陆省份，是法國本土面积第三大的省，大致对应佩里戈尔地区，北起顺时针与夏朗德省、上维埃纳省、科雷兹省、洛特省、洛特-加龙省、吉倫特省和滨海夏朗德省接壤。
与方拉克接壤的市镇（或旧市镇、城区）包括：巴尔、托纳克、佩里戈尔地区欧里亚克、蒙蒂尼亚克-拉斯科、普拉扎克、韦泽尔河畔圣莱昂。

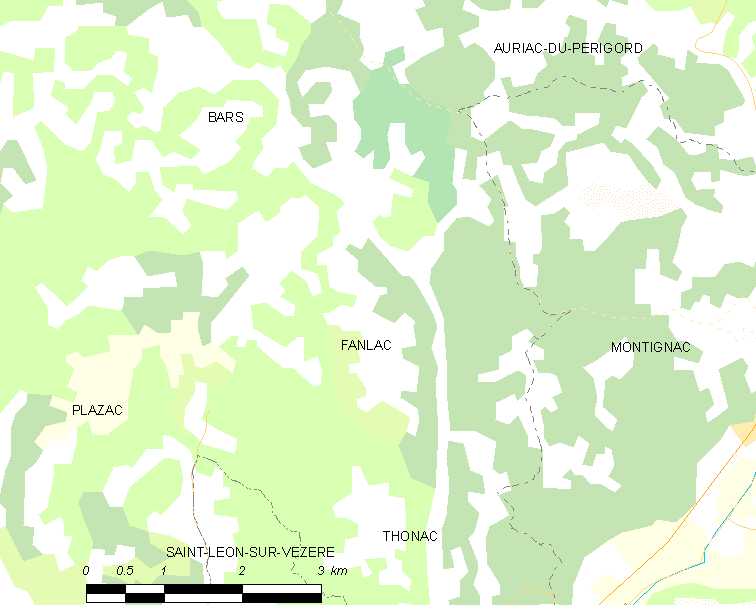
方拉克的OSM定位图

方拉克的时区为UTC+01:00、UTC+02:00（夏令时）。

## 行政
方拉克的邮政编码为24290，INSEE市镇编码为24174。

## 政治
方拉克所属的省级选区为人谷县。

## 人口

1962-2008年间方拉克人口变化图示

方拉克于2022年1月1日时的人口数量为137人。